# Damernas 48 kg i tyngdlyftning vid olympiska sommarspelen 2016
Damernas tyngdlyftning i 48-kilosklassen vid olympiska sommarspelen 2016 hölls den 6 augusti 2016 i Riocentro i Rio de Janeiro.

## Tävlingsformat
Varje tyngdlyftare får tre försök i ryck och stöt. Deras bästa resultat i de båda lyften kombineras till ett totalt resultat. Om någon tävlande misslyckas att få ett godkänt lyft, så blir de utslagna. Ifall två tyngdlyftare hamnar på samma resultat, är idrottaren med lägre kroppsvikt vinnare.

## Rekord
Innan tävlingen var följande rekord gällande.
| Världsrekord     | Ryck   | Yang Lian (CHN)     | 98 kg  | Santo Domingo, Dominikanska Republiken | 1 oktober 2006    |
| Världsrekord     | Stöt   | Nurcan Taylan (TUR) | 121 kg | Antalya, Turkiet                       | 17 september 2010 |
| Världsrekord     | Totalt | Yang Lian (CHN)     | 217 kg | Santo Domingo, Dominikanska Republiken | 1 oktober 2006    |
| Olympiskt rekord | Ryck   | Nurcan Taylan (TUR) | 97 kg  | Aten, Grekland                         | 14 augusti 2004   |
| Olympiskt rekord | Stöt   | Chen Xiexia (CHN)   | 117 kg | Peking, Kina                           | 9 augusti 2008    |
| Olympiskt rekord | Totalt | Chen Xiexia (CHN)   | 212 kg | Peking, Kina                           | 9 augusti 2008    |

## Resultat
| Placering | Idrottare                   | Grupp | Kroppsvikt | Ryck (kg) | Ryck (kg) | Ryck (kg) | Ryck (kg) | Stöt (kg) | Stöt (kg) | Stöt (kg) | Stöt (kg) | Totalt |
| Placering | Idrottare                   | Grupp | Kroppsvikt | 1         | 2         | 3         | Resultat  | 1         | 2         | 3         | Resultat  | Totalt |
| --------- | --------------------------- | ----- | ---------- | --------- | --------- | --------- | --------- | --------- | --------- | --------- | --------- | ------ |
| 1         | Sopita Tanasan (THA)        | A     | 47,91      | 88        | 90        | 92        | 92        | 106       | 108       | 110       | 108       | 200    |
| 2         | Sri Wahyuni Agustiani (INA) | A     | 47,25      | 82        | 85        | 87        | 85        | 107       | 115       | 115       | 107       | 192    |
| 3         | Hiromi Miyake (JPN)         | A     | 47,95      | 81        | 81        | 81        | 81        | 105       | 107       | 107       | 107       | 188    |
| 4         | Beatriz Pirón (DOM)         | A     | 47,50      | 85        | 87        | 87        | 85        | 102       | 105       | 105       | 102       | 187    |
| 5         | Margarita Jelissejeva (KAZ) | A     | 47,72      | 80        | 84        | 84        | 80        | 103       | 106       | 106       | 106       | 186    |
| 6         | Morghan King (USA)          | A     | 47,79      | 80        | 82        | 83        | 83        | 100       | 103       | 103       | 100       | 183    |
| 7         | Chen Wei-ling (TPE)         | A     | 47,13      | 75        | 79        | 81        | 81        | 99        | 100       | 100       | 100       | 181    |
| 8         | Julija Paratova (UKR)       | A     | 47,74      | 84        | 86        | 86        | 84        | 95        | 95        | 98        | 95        | 179    |
| 9         | Roilya Ranaivosoa (MRI)     | A     | 47,90      | 73        | 78        | 80        | 80        | 93        | 98        | 100       | 93        | 173    |
| 10        | Zhanyl Okoeva (KGZ)         | A     | 47,56      | 68        | 72        | 75        | 72        | 92        | 97        | 101       | 97        | 169    |
| —         | Saikhom Mirabai Chanu (IND) | A     | 47,77      | 82        | 82        | 84        | 82        | 104       | 106       | 106       | —         | —      |
| —         | Vương Thị Huyền (VIE)       | A     | 47,84      | 83        | 84        | 84        | —         | —         | —         | —         | —         | DNF    |